# Tara Regio
La Tara Regio è una struttura geologica della superficie di Europa.